# Cees ten Cate
Cees ten Cate ou Caesar ten Cate (né le 20 août 1890 et mort le 9 juin 1972 à Amsterdam) est un footballeur international néerlandais. Il participe aux Jeux olympiques d'été de 1912, remportant la médaille de bronze avec les Pays-Bas.

## Biographie
Caesar ten Cate reçoit trois sélections en équipe des Pays-Bas lors de l'année 1912, inscrivant un but.
Il participe aux Jeux olympiques d'été de 1912 organisés en Suède. Lors du tournoi olympique, il joue trois matchs, inscrivant un but contre l'Autriche.

## Palmarès

### Jeux olympiques
- Jeux olympiques de 1912 :
  -  Médaille de bronze.